# Петар Балша Херцеговић Косача
Петар Балша Херцеговић Косача (р. око 1458. - у. око 1514) је био титуларни херцег од светог Саве (лат. Dux Sancti Sabbae) из српске великашке породице Косача, а такође и угарски племић. Био је син херцега Владислава Косаче (у. 1489) и Ане Кантакузине, братанице српске деспотице Јерине. Петар Балша је од оца наследио право на почасни херцешки наслов, као и део прихода које је Дубровачка република исплаћивала припадницима породице Косача на име Конавоског дохотка, тако да је тим поводом у неколико наврата и лично боравио у Дубровнику. Од оца је такође наследио и породичне поседе у Краљевини Угарској, који су се највећим делом налазили око Калника и Глоговнице, на подручју Бановине Славоније. Петар Балша је 1492. године, заједно са осталим славонским племићима учествовао у прихватању нагодбе којом је решено питање наслеђа угарског престола, а 1498. године је уврштен и у ред млетачких племића. Током 1499. године, отпутовао је у Цариград. У то време, велики углед на султановом двору уживао је његов потурчени стриц Ахмед-паша Херцеговић (у. 1517). По повратку у Угарску, служио је као војни заповедник у борбама на угарско-турском ратишту око Каменграда (1500) и Книна (1501). Током наредних година, одржавао је блиске везе са Млетачком републиком. Био је ожењен Квирином, ћерком млетачког племића Франческа Квиринија, са којом је имао синове Матију и Владислава, који је служио као војни заповедник у млетачкој војсци.
У првом штампаном родослову породице Косача, који је објављен 1621. године у делу "Genealogia diversarum principum familiarum mundi incipiendo ab Adamo", били су назначени и основни подаци о угарском огранку породице, укључујући и помен Петра Балше, а исти родослов је касније преузео и објавио француски историчар Шарл Дифрен (у. 1688).